# 阿蓋爾 (緬因州)
阿蓋爾（英語：Argyle）是位於美國緬因州佩諾布斯科特縣的一個未組織地區。

## 地方資料
阿蓋爾的面積為69.20平方千米，當中陸地面積為69.20平方千米，而水域面積為0.00平方千米。根據2020年美國人口普查的數據，當地共有人口255人，而人口密度為每平方千米3.68人。